# Associação Atlética Ferroviária (Botucatu)
Associação Atlética Ferroviária, é um clube brasileiro, recreativo e social, e de futebol amador da cidade de Botucatu, interior do estado de São Paulo. Fundado em 3 de maio de 1939, seu escudo e uniforme são uma homenagem ao São Paulo da capital paulista. Teve 19 participações no Campeonato Paulista de Futebol.

## História
Hoje, o clube é conhecido como "Gigante da Baixada", mas seu início foi bem modesto. Tudo começou num terreno baldio conhecido como "brejão". Muito antes de 1939, ano de sua fundação, aficionados do esporte bretão preparavam o local para a prática das conhecidas "peladas" descompromissadas. Os nomes dos times eram sempre baseados nos grandes clubes das cidades de São Paulo e do Rio de Janeiro.
A Estrada de Ferro Sorocabana (EFS), que passava por Botucatu, gerava empregos aos botucatuenses que, por sua vez, formavam seus times adotando os nomes das divisões da companhia ferroviária: administração, depósito, bagagem etc. Em 1939, havia vários clubes em Botucatu, e o mais famoso deles era a Associação Atlética Botucatuense. O sucesso desses acontecimentos inspirou Manoel da Silva e Lúcio de Oliveira Lima, funcionários da seção de almoxarifado do depósito de locomotivas da EFS, a formar uma única equipe da companhia, reunindo os melhores jogadores de todas as divisões dentro da empresa.
Desta forma, surgia oficialmente, em 3 de maio de 1939, a Associação Atlética Ferroviária. Já em 1940, sagrava-se campeã da cidade. Mesmo sem ter nenhum título de expressão estadual ou nacional, marcou história no futebol paulista ao revelar o jogador Zé Maria. Para a cidade, a importância do surgimento da Ferroviária foi o início de uma grande rivalidade com a Botucatuense, marcada tanto nos confrontos amadores como nos profissionais. Hoje em dia, é um clube amador com patrimônio considerável e promove atividades recreativas como clube social e desportivo.

## Participações em estaduais
- Segunda Divisão (atual A-2) = 16

- 1948 - 1949 - 1950 - 1951 - 1952 - 1956 - 1957 - 1958 - 1959 - 1961 - 1962 - 1963 - 1964 - 1965 - 1966 - 1967
- Terceira Divisão (atual A-3) = 03

- 1954 - 1955 - 1960

## Campanha de destaque
- Vice-Campeonato Paulista A3: 1955.